# Officier du corps technique et administratif de l'armement
Les officiers du corps technique et administratif de l'armement (OCTAA) constituaient un corps d'officiers de l'armement. Le corps est en extinction depuis le 1er janvier 2016. Les OCTAA étaient des officiers français qui exerçaient principalement au sein de la direction générale de l'Armement. Historiquement, ce fut l'un des corps techniques et administratifs des armées.
En dernier lieu, leur formation fut assurée par l'école supérieure d'administration de l'Armement.
Les OCTAA étaient, au moment de l'extinction du corps, au même titre que les ingénieurs des études et techniques de l'armement, régis par le statut particulier de corps d'officiers de l'armement.
L'ensemble des OCTAA, en position d'activité pour l'essentiel, ont été reclassés dans le corps des commissaires des armées.

## Grades
La hiérarchie comprenait les grades suivants :
- Officier général de 1re classe
- Officier général de 2e classe
- Officier en chef de 1re classe
- Officier en chef de 2e classe
- Officier principal
- Officier (échelon 6 à 10)
- Officier (échelon 2 à 5)
- Officier (1er échelon)

Les parements étaient bleu outre-mer.